# 薩邁帕塔
18°10′46″S 63°52′32″W / 18.17944°S 63.87556°W

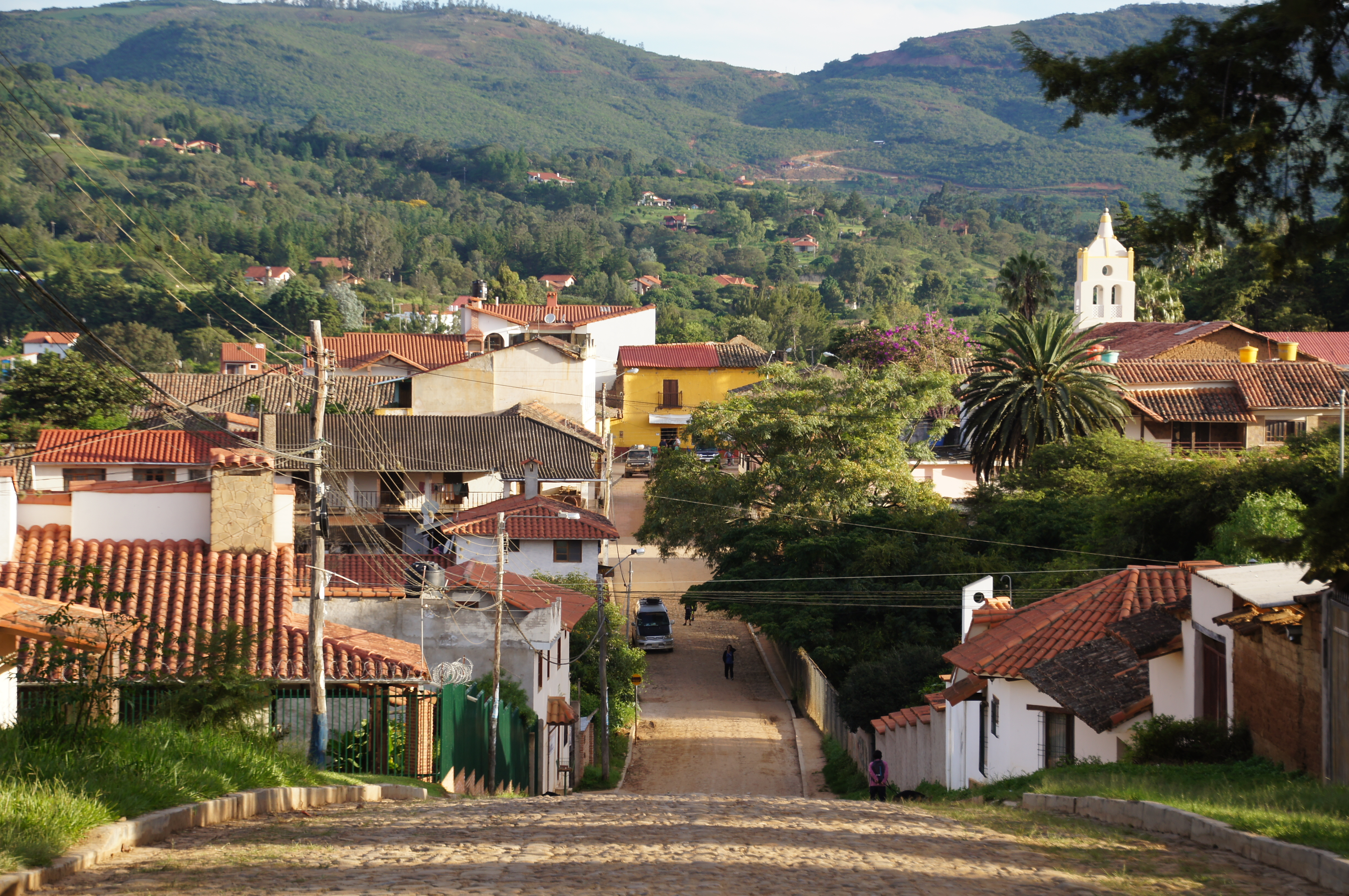
萨迈帕塔

薩邁帕塔（西班牙語：Samaipata）是玻利維亞聖克魯斯省佛罗里达县的市鎮，并为该县的县府所在地。该市镇位於該國中部，距離省会聖克魯斯119公里。海拔高度1,646米，每年平均降雨量約750毫米，2012年人口数量为10,472人。

## 外部連結
- Samaipata （页面存档备份，存于）
- Samaipata weather （页面存档备份，存于）